# Haszan el-Hajdúsz
Haszan el-Hajdúsz (Doha, 1990. december 11. –) katari válogatott labdarúgó, az asz-Szadd csatára, de középpályásként is bevethető.

## Pályafutása

### A válogatottban
2007-ben mutatkozott be a katari válogatottban. Hosszú éveken át kulcsfontosságú tagja volt a keretnek. 2011- ben , 2015-ben és 2019-ben is részt vett az Ázsia-kupákon. Ez utóbbin elsöprő sikert arattak. Csapatkapitányként aranyérmet nyert.
Emellett meghívták a 2019-es Copa Américára, a 2021-es CONCACAF-aranykupára, a 2022-es világbajnokságra és a 2023-as Ázsia-kupára.

## Statisztika

### A válogatottban
| Válogatott | Év       | Mérk | Gólok |
| ---------- | -------- | ---- | ----- |
| Katar      | 2008     | 5    | 0     |
| Katar      | 2009     | 11   | 0     |
| Katar      | 2010     | 4    | 0     |
| Katar      | 2011     | 3    | 0     |
| Katar      | 2012     | 8    | 0     |
| Katar      | 2013     | 19   | 1     |
| Katar      | 2014     | 14   | 2     |
| Katar      | 2015     | 13   | 6     |
| Katar      | 2016     | 11   | 5     |
| Katar      | 2017     | 17   | 6     |
| Katar      | 2018     | 12   | 4     |
| Katar      | 2019     | 20   | 3     |
| Katar      | 2020     | 4    | 1     |
| Katar      | 2021     | 22   | 5     |
| Katar      | 2022     | 8    | 3     |
| Katar      | 2023     | 5    | 2     |
| Katar      | 2024     | 7    | 3     |
| Összesen   | Összesen | 183  | 41    |

## Sikerei, díjai

### A válogatottal
Katar
- Ázsia-kupa: 2019, 2023
- Öböl-kupa: 2014